# Grunnet
Grunnet est une île de la Suède située en mer Baltique.

## Description
Il s'agit d'un îlot inhabité d'une superficie de 5,2 hectares situé dans le nord-est de l'île de Gotland, au sud-est du village de Slite.
L'île de Grunnet fait partie de l'aire marine protégée Slite skärgård qui englobe également les îles d'Asunden (sv) et de Majgu (ceb).